# Монтегроссо-Пьян-Латте
Монтегроссо-Пьян-Латте (итал. Montegrosso Pian Latte) — коммуна в Италии, располагается в регионе Лигурия, в провинции Империя.
Население составляет 133 человека (2008 г.), плотность населения составляет 13 чел./км². Занимает площадь 10 км². Почтовый индекс — 18023. Телефонный код — 0183.
Покровителем коммуны почитается  священномученик Власий Севастийский, празднование 3 февраля.

## Демография
Динамика населения:

## Города-побратимы
- Понтевес, Франция (2013)

## Администрация коммуны
- Официальный сайт: http://www.comune.montegrossopianlatte.im.it/